# Боткин, Александр Кэмпбелл
Александр Кэмпбелл Боткин (англ. Alexander Campbell Botkin, 13 октября 1842 — 1 ноября 1905) был американским политиком из Монтаны.

## Биография
Боткин родился 13 октября 1842 года в Мэдисоне, штат Висконсин. Он окончил Висконсинский университет со степенью бакалавра и магистра (в 1859 году) и получил степень бакалавра права в Юридической школа Албани в 1866 году. Боткин был бухгалтером в армии Соединённых Штатов во время Гражданской войны в США (1862—1865). Он занимался юридической практикой и был редактором газеты Milwaukee Sentinel с 1868 по 1869 год, был главным редактором Chicago Times (1869—1874) и редактором Milwaukee Sentinel (1874—1877). В 1872 году он женился на Харриет Э. Шерман.
В 1878 году президент Резерфорд Хейс назначил его маршалом Соединённых Штатов на территории Монтаны. В 1880 году он потерял способность ходить из-за болезни, вызванной переохлаждением во время зимней бури, и до конца жизни передвигался в инвалидном кресле. Он продолжал активно заниматься юриспруденцией и политикой и служил маршалом США до 1885 года. С 1889 по 1897 год он работал секретарем в федеральных судах Монтаны, а с 1886 по 1890 год был городским прокурором Хелены.
Боткин был избран вице-губернатором от Республиканской партии в 1892 году и занимал этот пост один срок, с 1893 по 1897 год. В 1896 году он безуспешно баллотировался на пост губернатора.
В 1897 году президент Уильям Мак-Кинли назначил Боткина членом комиссии, которой было поручено пересмотреть Уголовный кодекс Соединённых Штатов. В конце концов он стал председателем комиссии и занимал эту должность до самой смерти в Вашингтоне, округ Колумбия.
Боткин умер 1 ноября 1905 года. Он был похоронен на кладбище Форест-Хилл в Мэдисоне, штат Висконсин, где похоронен его отец Александр Боткин был членом обеих палат Законодательного собрания штата Висконсин.